# Paradisaea apoda
La paradisea maggiore (Paradisaea apoda Linnaeus, 1758) è un uccello passeriforme della famiglia Paradisaeidae.

## Descrizione

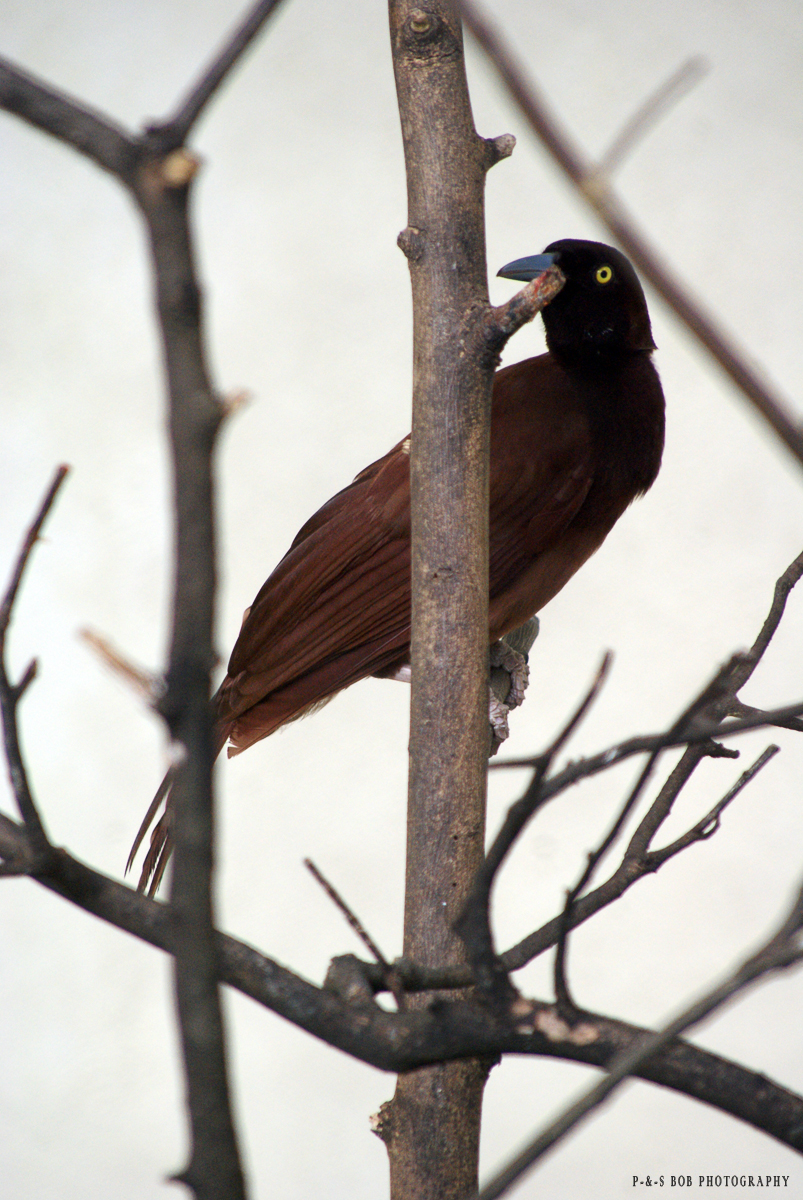
Femmina in cattività.

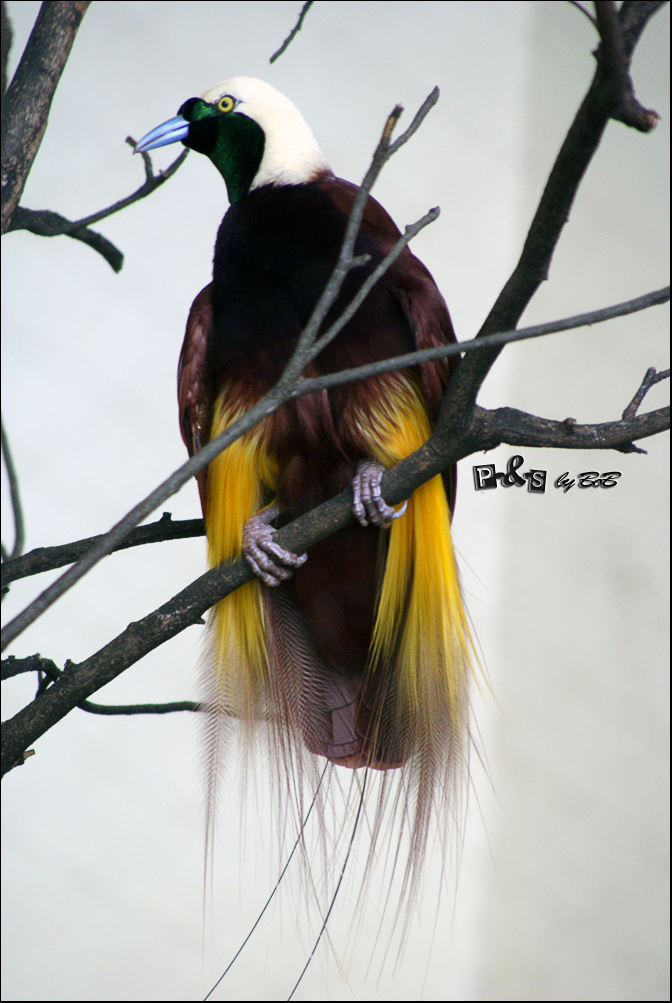
Maschio appollaiato.

### Dimensioni
Misura 35-43 cm di lunghezza, per un peso di 170-173 g: i maschi, a parità d'età, sono più lunghi delle femmine anche di un terzo, oltre a possedere lunghe penne dei fianchi che li portano a sfiorare il metro di lunghezza totale.

### Aspetto
L'aspetto generale di questi uccelli ricorda quello del rigogolo.

Come in quasi tutti gli uccelli del paradiso, anche la paradisea maggiore presenta uno spiccato dimorfismo sessuale: le femmine, infatti, presentano piumaggio di colore bruno su tutto il corpo, più carico su dorso e ali, più chiaro e tendente al grigiastro su basso ventre e sottocoda, più scuro e tendente al nerastro su testa e petto. I maschi, invece, sono anch'essi di color bruno-cannella sul corpo, ma presentano testa di colore giallo zolfo con anello di penne rigonfie e nere attorno al becco, mentre gola e guance sono di colore verde smeraldo ed il petto è bruno-nerastro: le penne dei fianchi e del codione sono lunghissime e setose, di colore giallo con tendenza a sfumare nel bianco-rosato in punta, ed in esse si confondono le due penne centrali allungate e filiformi della coda.

In ambedue i sessi gli occhi sono di colore giallo, il becco è di colore grigio-bluastro e le zampe sono grigio-nerastre.

## Biologia

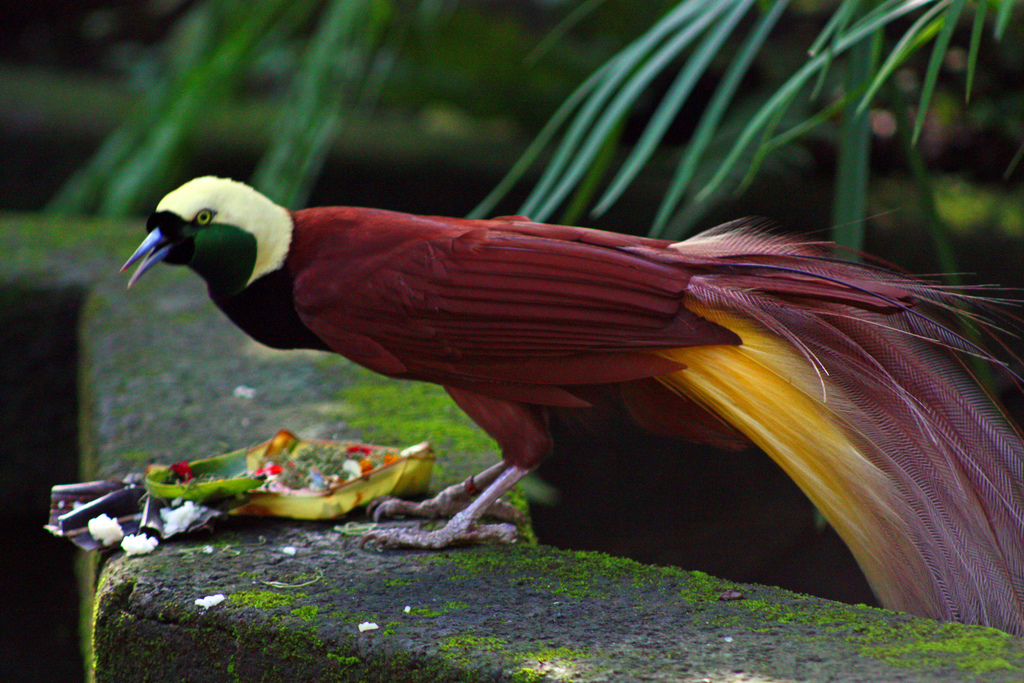
Un maschio si nutre in cattività.

Le paradisee maggiori sono uccelli diurni e dalle abitudini tendenzialmente solitarie all'infuori del periodo riproduttivo, sebbene in special modo le femmine possano riunirsi in gruppetti nei pressi di fonti consistenti di cibo, talvolta in associazione con la manucodia nera.

### Alimentazione
La dieta di questi uccelli è essenzialmente frugivora, componendosì però anche di una buona quantità di insetti, artropodi e anche piccoli vertebrati.

### Riproduzione

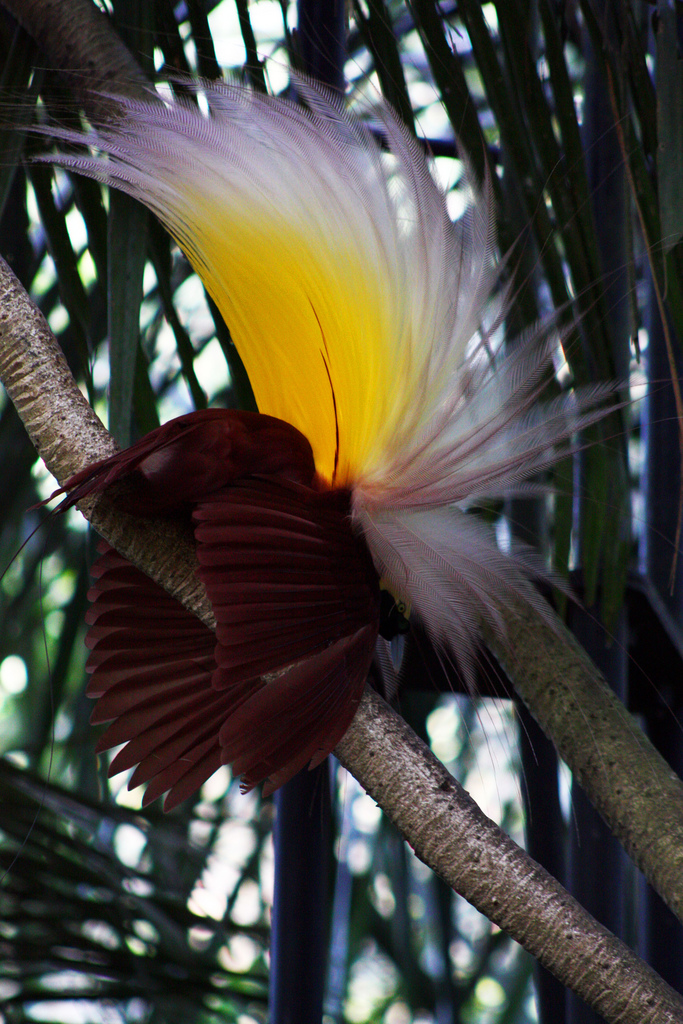
Maschio in corteggiamento.

L'osservazione di maschi in esibizione e femmine nidificanti durante vari periodi dell'anno (marzo-maggio, agosto-dicembre) porterebbe a pensare che la paradisea maggiore non abbia una stagione riproduttiva ben definita, ma che possa riprodursi durante tutto l'arco dell'anno.
Si tratta di una specie poligina, i cui maschi si esibiscono in lek per attrarre le femmine. Essi si riuniscono in gruppi composti da una quindicina di esemplari, che si posizionano su rami appositamente ripuliti da foglie e asperità per l'occasione, posti sullo stesso albero o su più alberi vicini: spesso ai maschi adulti si aggiungono i giovani, che osservano i rituali di corteggiamento senza prenderne parte, al fine di apprenderne i movimenti. Sul proprio ramo, al sopraggiungere di una o più femmine interessate, i maschi saltellano velocemente avanti e indietro con le ali spiegate e le penne di dorso e fianchi ben erette, emettendo un richiamo nasale e fermandosi di tanto in tanto per dondolarsi in avanti fino a toccare il ramo con la base del becco. Le femmine osservano numerose arene prima di scegliere con quale maschio accoppiarsi: per segnalare al pretendente la propria disponibilità, esse si avvicinano al suo dorso e non si allontanano quando egli girandosi comincia ad accarezzare loro la testa col becco, emettendo al contempo un verso metallico, prima di montarle.
Dopo l'accoppiamento, la femmina si allontana dai lek per cominciare a costruire il nido, una struttura a coppa fatta intrecciando rametti e fibre vegetali alla biforcazione di un ramo della canopia: essa si occupa in completa solitudine della cova delle uova (fino a sette), che dura circa 20 giorni, e delle cure parentali nei confronti dei nidiacei, che sono ciechi ed implumi alla nascita.

## Distribuzione e habitat

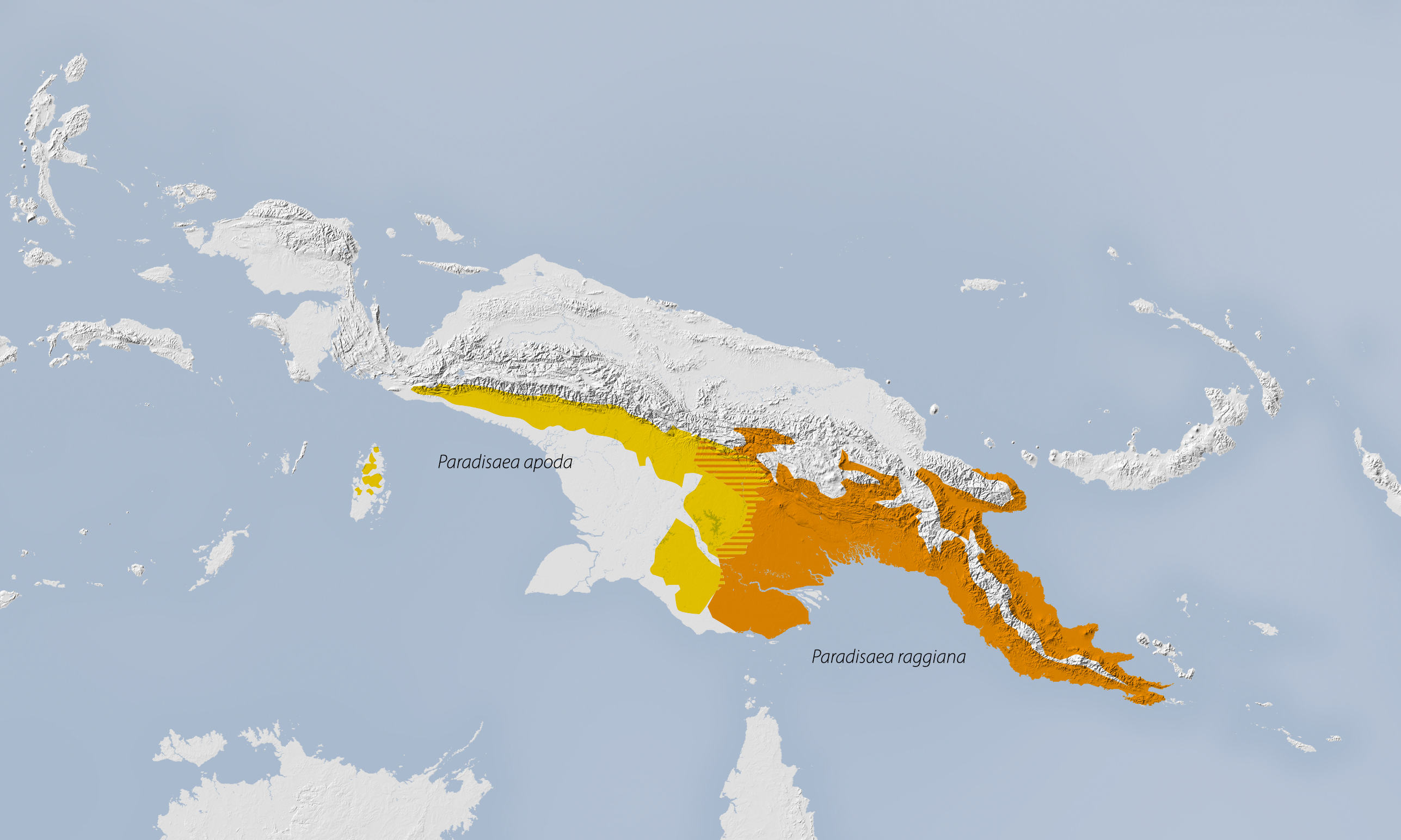
In giallo l'areale occupato dalla specie.

La paradisea maggiore è endemica della Nuova Guinea: in particolare, questo uccello è osservabile nella piana sud-occidentale dell'isola, a ovest del Fly River. Lo si trova anche sulle isole Aru: almeno fino al 1966, anno in cui si sono avuti gli ultimi avvistamenti, una piccola popolazione di questi uccelli sopravviveva sull'isola caraibica di Little Tobago, dove la specie era stata introdotta nel triennio 1909-1912 al fine di preservarla dalla caccia per ottenerne le piume a scopo ornamentale.
L'habitat di questi uccelli è rappresentato dalla foresta pluviale primaria e secondaria di pianura e collina, al di sotto dei 1000 m di quota.

## Tassonomia

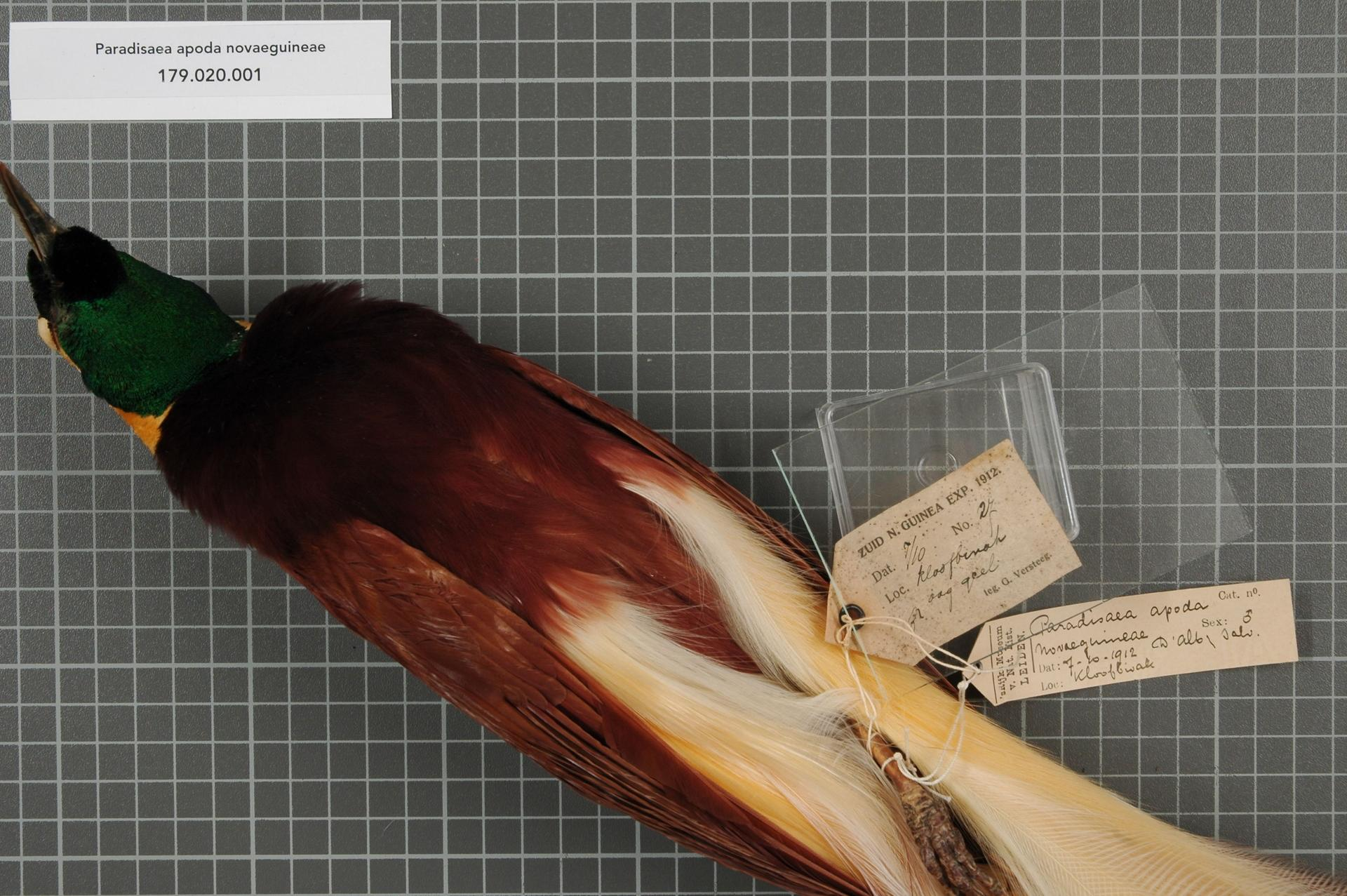
Maschio impagliato della presunta sottospecie novaeguineae.

La paradisea maggiore rappresenta uno dei pochissimi animali il cui nome scientifico sia rimasto immutato fin dalla prima edizione del Systema Naturae di Linneo nel 1758: il nome scientifico di questi uccelli, apoda, significa "senza piedi" e si riferisce alle credenze diffuse su questi uccelli ai tempi delle prime esplorazioni nelle Indie Orientali, quando essi venivano forniti dagli indigeni privati delle zampe (per meglio trasportarli) e quindi si credeva in Europa che essi fossero effettivamente privi di zampe, ma fluttuassero costantemente nel cielo (da cui il nome di "uccelli del paradiso").
La specie è monotipica: la sottospecie novaeguineae D'Albertis & Salvadori, 1879 viene considerata indistinguibile dalla nominale e quindi ad essa accorpata, le sottospecie raggiana, salvadorii e augustaevictoriae vengono attualmente considerate sottospecie della paradisea di Raggi, mentre la sottospecie luptoni Lowe, 1923 si è rivelata in realtà un ibrido proprio con quest'ultima, avvenimento peraltro non infrequente laddove gli areali delle due specie si sovrappongono, e dove è possibile osservare maschi ibridi esibirsi nei lek assieme a maschi e femmine di entrambe le popolazioni.